# Sunsundegui
Sunsundegui, S.A., est une entreprise espagnole établie à Alsasua dans la province de (Navarre) et consacrée à la carrosserie de véhicules de grand tonnage, particulièrement les autobus et trains.
L'entreprise a été fondée à Irun (Guipuscoa) en 1944 et a atteint son record de chiffre d'affaires en 2008, mais une mauvaise gestion l'a projetée dans une crise économique grave à la suite de laquelle, en 2009, le gouvernement de Navarre, à travers Sodena, prit en charge sa gestion. Elle comptait 303 employés en 2015.
Outre le marché espagnol, Sunsundegui exporte des autobus dans 16 pays d'Europe, d'Asie et d'Afrique. L'entreprise reçoit pour cette raison en 2008 le prix à l'exportation du Gouvernement de Navarre.

## Histoire
Le premier atelier de Sunsundegui a été fondé à Irun, en 1944 par le chef d'entreprise irundar José Sunsundegui. La situation stratégique de la localité, à la frontière entre l'Espagne et la France a rendu propice la situation de l'entreprise, consacrée initialement à la réparation de matériel ferroviaire.
En 1956, l'entreprise a été transférée à la localité navarraise d'Alsasua, l'important point du développement ferroviaire du XXe siècle. Consacrée exclusivement à la réparation des trains de la Renfe, l'entreprise est entrée dans une crise grave quand la compagnie étatique a commencé à installer ses propres ateliers de réparation. En 1987, lorsque la situation s'est aggravée, un nouveau groupe directeur s'est chargé de la gestion de l'entreprise qui a adapté l'activité de cette dernière à la réparation et le carrossage de trains, d'autobus et de cars.
.

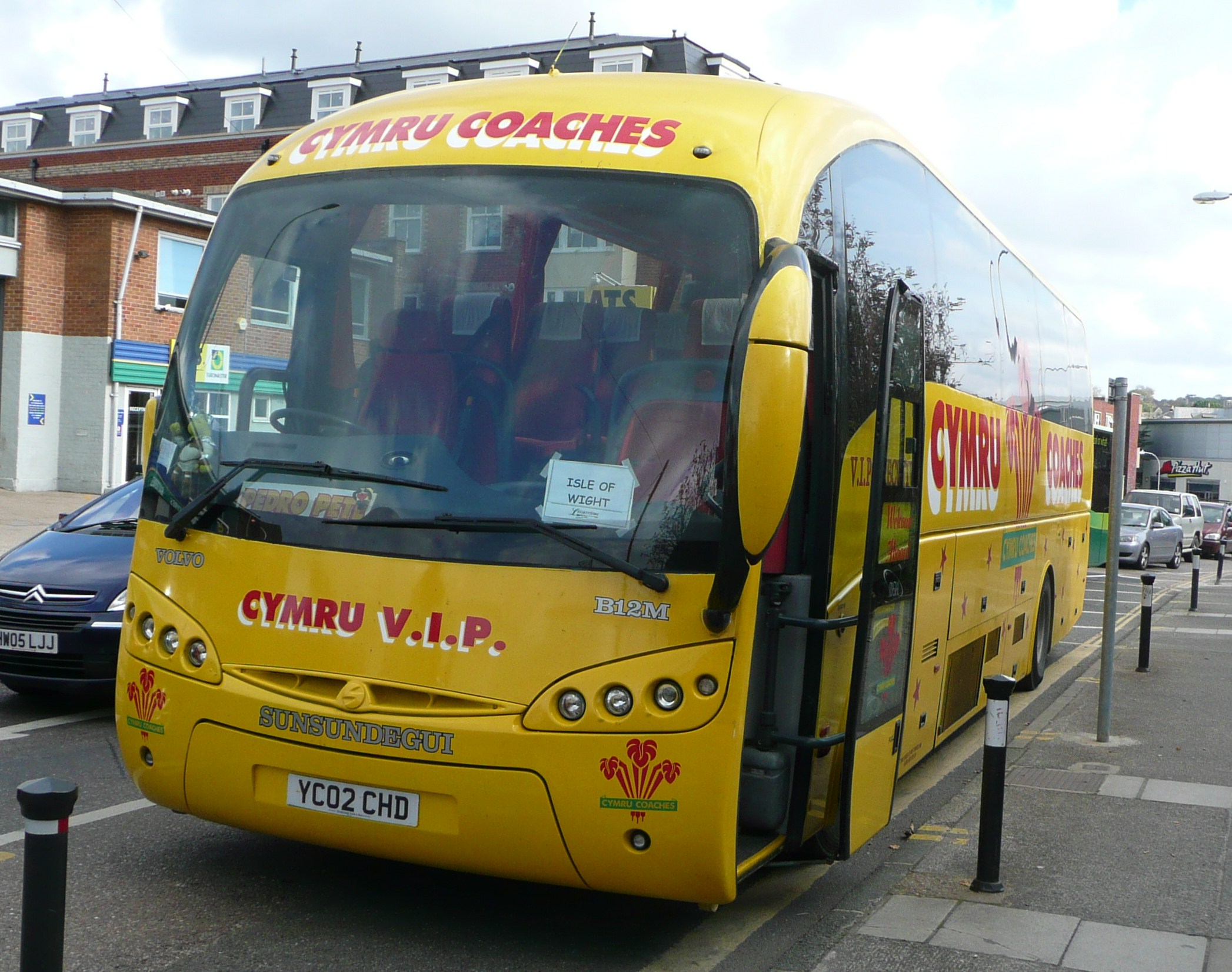
Un autobus avec plate-forme Volvo B12M, carrossé par Sunsundegui, à Newport (Île de Wight)

Dans les années 90, Sunsundegui a commencé son démarrage, grâce à l'exportation de ses véhicules à des pays comme Israël et le Royaume-Uni. Celle-ci a signé un accord commercial important avec Volvo pour carrosser les plates-formes motorisées de la compagnie suédoise, commercialisant ainsi un seul produit.
À l'important développement de l'entreprise doit s'ajouter une convention avec la compagnie de chemins de fer FEVE, qui a entamé à partir de 2000 un important plan de modernisation de son matériel ferroviaire, commandant principalement à Sunsundegui la fabrication des locomotives et autorails pour l'organisme étatique. De même, elle fabriquera aussi des trains pour les Chemins de fer de la Generalitat de Valence. Ces commandes l'amènera à établir une alliance avec l'entreprise du Guipuscoa CAF pour réaliser ces projets.
À la fin de 2008 elle a signé, en outre, un contrat avec la compagnie de transport public de Dubaï pour la fabrication de 55 autobus de luxe.
Malgré cette grande progression, une mauvaise gestion de l'entreprise l'a plongée dans une crise grave, en atteignant à la fin de 2008 une dette de 16 millions d'Euros, ce qui l'amènera à présenter deux "ERE"s. En septembre 2009, devant la faillite prévisible de la compagnie, le Gouvernement de Navarre se chargera de cette dernière par le biais de la Société de développement de Navarre (Sodena). Depuis qu'il est actionnaire, Sodena a mis ses objectifs dans "assainir la signature et récupérer le prestige perdu".

## Activités

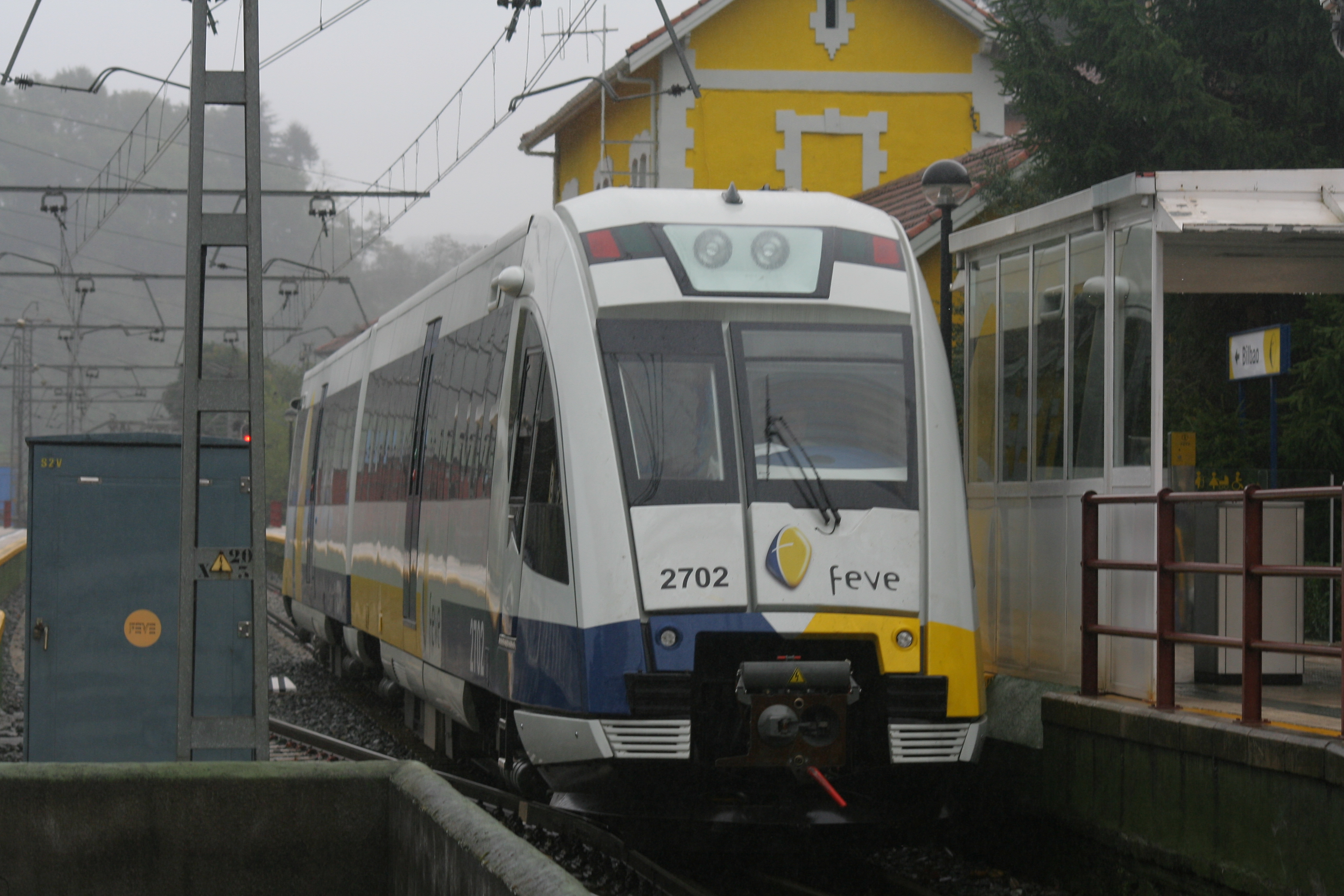
Une locomotive Série 2700 de FEVE, fabriquée par CAF-Sunsundegui, dans la gare de Balmaseda (Biscaye). Le 2700 l'autorail le plus moderne qui circule sur les voies espagnoles.

### Trains
Dans le secteur ferroviaire, Sunsundegui et CAF alliés fabriquent des locomotives et autorails pour Renfe Opérateur, FEVE, Chemins de fer de la Generalitat de Valence et EuskoTren. Dans le programme de modernisation de FEVE, Sunsundegui a fabriqué dans son usine d'Alsasua les modèles de locomotives hybrides série 1900 (adaptation de l'ancien série 1000 d'Alsthom) et les autorails diesel série 2600 et les modernes 2700, mises en service à partir de 2009.

### Autobus
L'activité de Sunsundegui dans le secteur des autobus consiste au carrossage des plates-formes motorisées de diverses marques de prestige : Volvo, Mercedes-Benz, Scania et MAN.
Parmi les produits fabriqués dans ce secteur, le plus rentable est celui des cars de luxe, utilisés tant pour le transport public que pour les organismes privés, avec des véhicules personnalisés pour équipes de football ou équipes cyclistes. La compagnie d'Alsasua a fabriqué les cars des équipes Caisse d'Epargne et Euskaltel-Euskadi. En outre, la compagnie commercialise aussi divers modèles d'autobus urbains.

### Chiffres
Dans le cadre national, la compagnie atteint des parts de marché de 16 % dans le segment discrétionnaire, et de 30 % dans celui des banlieues.
Sunsundegui exporte des cars de luxe à l'Europe : (Le Royaume-Uni, l'Irlande, l'Islande, la France, l'Italie, la Suisse, l'Autriche, l'Allemagne, la République tchèque, la Slovénie, Bosnie-Herzégovine, la Croatie, la Biélorussie et la Russie), l'Asie : (Israël et Émirats arabes unis) et l'Afrique (Égypte). En 2009, les ventes de cars ont atteint les 207 unités, en importante baisse par rapport à l'année précédente, où il s'en est vendu 494.

### Urbains et Interurbains
- Sunsundegui SB3 (articulé, 81 places assises)
- Sunsundegui SB3 Low Entry
- Sunsundegui SB3
- Sunsundegui SB3 Edition

### Autocars
- Sunsundegui SC7 (71 places, 3,7 m hauteur)
- Sunsundegui SC5 (71 places, 3,3 m hauteur)